# Calesia vinolia
Calesia vinolia là một loài bướm đêm trong họ Erebidae.